# Fading Days
Fading Days es el EP debut de la banda de pop punk Amber Pacific, que fue lanzado el 25 de mayo de 2004. El título del EP es mencionado en la canción "Everything We Were Has Become What We Are" (éste es el último capítulo de nuestros desvanecidos días), del álbum The Possibility and the Promise, lanzado en 2005.

## Lista de canciones
1. "Thoughts Before Me" - 3:58
2. "Always You (Good Times)" - 4:06
3. "The Last Time" - 3:53
4. "Letters of Regret" - 1:41
5. "Here We Stand" - 4:18

- Datos: Q2386847